# جین پلیتو
جین پُلیتو (انگلیسی: Gene Polito؛ ۱۳ سپتامبر ۱۹۱۸ – ۲۸ نوامبر ۲۰۱۰) فیلم‌بردار اهل ایالات متحده آمریکا بود.
از فیلم‌ها یا مجموعه‌های تلویزیونی که وی در آن‌ها نقش داشته است، می‌توان به گمشده در فضا و شبح هالیوود اشاره نمود.